# Chromebook

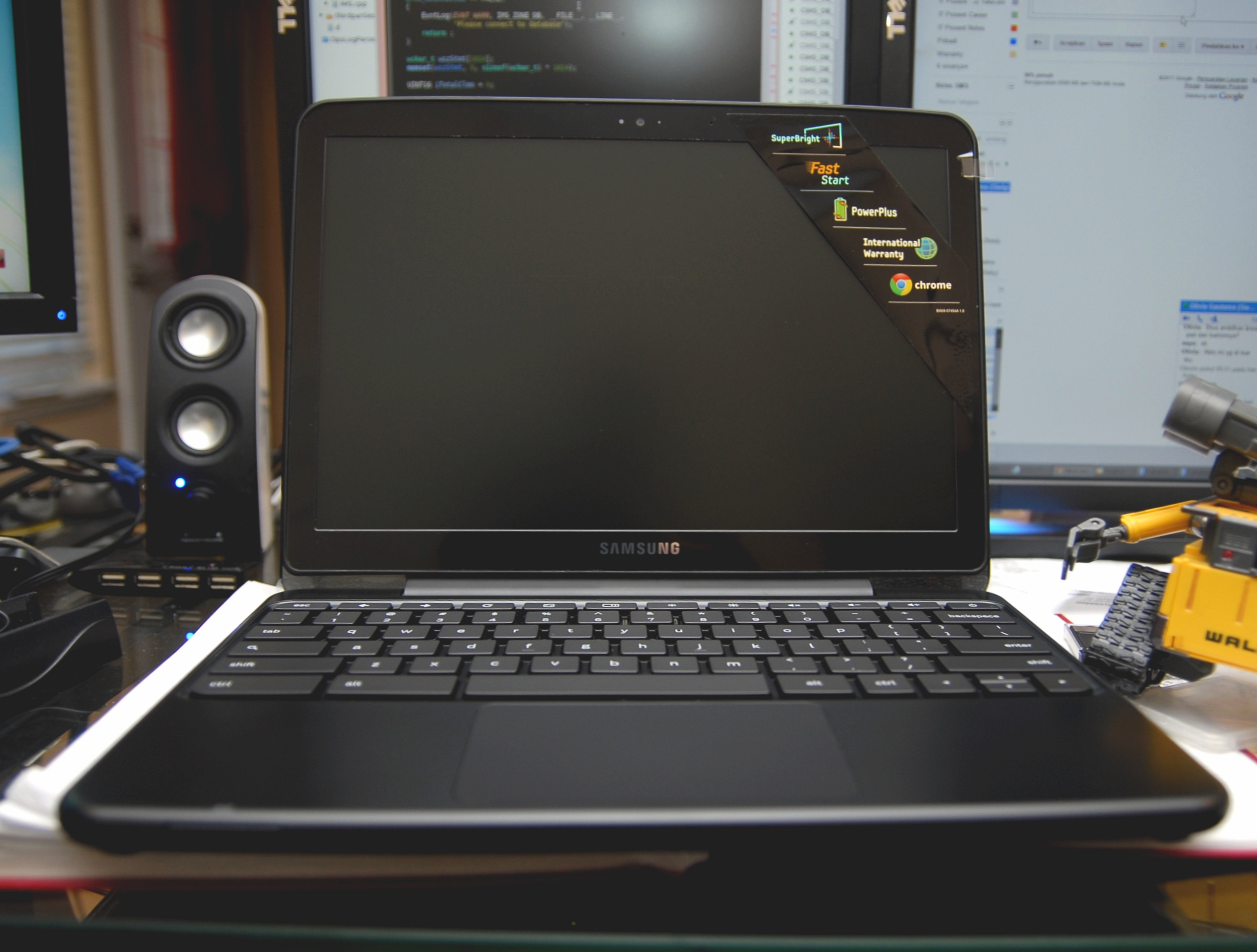

Хромбук (англ. Chromebook, от Chrome OS и book — часть слов notebook, netbook) — линейка ноутбуков, работающих под управлением операционной системы Chrome OS. Изначальная концепция данной среды предполагает достаточно нестандартный для современных ноутбуков подход к работе с приложениями и данными. В частности, программы предлагается не устанавливать на жёсткий диск, а использовать в виде веб-сервисов, открывая их в окне браузера Chrome. При этом данные в основном хранятся на серверах Google. Однако ситуация изменилась в связи с введением поддержки приложений Debian и Android в изолированных контейнерах, что позволяет пользователю использовать привычное прикладное ПО.
Наиболее известным сервисом является офисный пакет Google Docs (альтернатива традиционному Microsoft Office). Файлы можно хранить и в локальной памяти, например, загруженные из интернета фотографии, музыкальные и видеофайлы. Chromebook Pixel также может воспроизводить Full HD видео или аудио c SD-карты.

## История
В октябре 2012 года Саймон Фиппс заявил в InfoWorld, что «линия Chromebook, пожалуй, самая успешная линейка десктопов/ноутбуков на ОС Linux, которую мы видели до настоящего времени».
Первые хромбуки поступили в продажу в июне 2011 года. По состоянию на март 2012 года выпускаются только фирмами Acer (модель Acer Cromia Wi-Fi) и Samsung (модель Samsung Series 5 Chromebook). Произведена сертификация и существуют фотографии хромбука от Sony (модель Sony Vaio VCC111 Series).
18 октября 2012 года Google представила давно ожидаемое решение — 11,6-дюймовый хромбук на базе процессора ARM стоимостью всего 250 долларов.
22 февраля 2013 года Google представила Chromebook Pixel — с разрешением экрана 2560×1700 пикселей, ценой от 1299 долларов.
Ежегодные продажи Хромбуков превысили в 2013 году 2 миллиона устройств (около 3-4 % от количества проданных персональных компьютеров), около 80 % из них было продано в США.
Данные по продажам компьютеров за 1 квартал 2021 года показывают, что наиболее существенный рост зафиксирован в сегменте хромбуков: здесь продажи в годовом исчислении взлетели на 274,6 %, составив без малого 12,0 млн штук против 3,2 млн годом ранее.
По сообщениям на форуме XDA-Developers от августа 2018, на несколько моделей хромбуков будет возможно установить версию ОС Windows 10, по аналогии с Google Pixelbook. Также существует Gallium — проект по созданию дистрибутива GNU/Linux на базе Ubuntu, направленного на использовании в хромбуках, благодаря наличию особой прошивки конкретно для данных устройств.

## Модели хромбуков
| Дата выпуска       | Произво- дитель | Модель                                                          | ЦП, семейство, частота                                | Время работы, ч | ОЗУ          | Нако- питель       | Диагональ экрана, дм (см) | Вес, кг | Цена, $  | Ссылки               |
| ------------------ | --------------- | --------------------------------------------------------------- | ----------------------------------------------------- | --------------- | ------------ | ------------------ | ------------------------- | ------- | -------- | -------------------- |
| декабрь 2010       | Google          | Cr-48 (прототип)                                                | Intel Atom N455 1,66 GHz                              | 9               | 2 GB DDR3    | 16 Гигабайт SSD    | 12,1 ″ (30,7 см)          | 1,7     |          | [ 9 ] [ 10 ] [ 11 ]  |
| июнь 2011          | Samsung         | Series 5 XE500C21 c Wi-Fi                                       | Intel Atom N570 1,66 GHz                              | 6,5             | 2 GB DDR3    | 16 Гигабайт SSD    | 12,1 ″ (30,7 см)          | 1,4-1,5 | 349,99   | [ 12 ] [ 13 ]        |
| июнь 2011          | Samsung         | Series 5 XE500C21 c 3G                                          | Intel Atom N570 1,66 GHz                              | 6,5             | 2 GB DDR3    | 16 Гигабайт SSD    | 12,1 ″ (30,7 см)          | 1,4-1,5 | 449,99   | [ 12 ] [ 13 ]        |
| июль 2011          | Acer            | AC700 с Wi-Fi                                                   | Intel Atom N570 1,66 GHz                              | 6               | 2 GB DDR3    | 16 Гигабайт SSD    | 11,6 ″ (29,5 см)          | 1,4     | 299,99   | [ 14 ] [ 15 ] [ 16 ] |
| июль 2011          | Acer            | AC700 c 3G                                                      | Intel Atom N570 1,66 GHz                              | 6               | 2 GB DDR3    | 16 Гигабайт SSD    | 11,6 ″ (29,5 см)          | 1,4     | 399,99   | [ 14 ] [ 15 ] [ 16 ] |
| май 2012           | Samsung         | Series 5 XE550C22 с Wi-Fi                                       | Intel Celeron 867 1,3 GHz                             | 6               | 4 GB DDR3    | 16 Гигабайт SSD    | 12,1 ″ (30,7 см)          | 1,5     | 449,99   | [ 18 ] [ 19 ] [ 20 ] |
| май 2012           | Samsung         | Series 5 XE550C22 c 3G                                          | Intel Celeron 867 1,3 GHz                             | 6               | 4 GB DDR3    | 16 Гигабайт SSD    | 12,1 ″ (30,7 см)          | 1,5     | 549,99   | [ 18 ] [ 19 ] [ 20 ] |
| октябрь 2012       | Samsung         | Series 3 XE303C12 с Wi-Fi                                       | Samsung Exynos 5 Dual 1,7 GHz                         | 6,5             | 2 GB DDR3    | 16 Гигабайт SSD    | 11,6 ″ (29,5 см)          | 1,1     | 249,99   |                      |
| октябрь 2012       | Samsung         | Series 3 XE303C12 с 3G                                          | Samsung Exynos 5 Dual 1,7 GHz                         | 6,5             | 2 GB DDR3    | 16 Гигабайт SSD    | 11,6 ″ (29,5 см)          | 1,1     | 329,99   |                      |
| ноябрь 2012        | Acer            | C7 C710-2605 с Wi-Fi                                            | Intel Celeron 847 1,1 GHz                             | 4               | 2 GB DDR3    | 16 Гигабайт SSD    | 11,6 ″ (29,5 см)          | 1,4     | 299,99   | [ 22 ]               |
| февраль 2013       | HP              | Chromebook Pavilion с Dual band Wi-Fi 802.11 a/b/g/n и Ethernet | Intel Celeron 847 dual-core 1,1 GHz                   | 4,25            | 2 GB DDR3    | 16 Гигабайт SSD    | 14 ″ (35,6 см)            | 1,8     | 329,99   | [ 23 ]               |
| февраль 2013       | Lenovo          | X131e с Dual band Wi-Fi 802.11 a/b/g/n и Ethernet               | Intel Celeron 1,4 GHz                                 | 6,5             | 4 GB         | 16 Гигабайт SSD    | 11,6 ″ (29,5 см)          | 1,8     | 429      | [ 24 ]               |
| февраль 2013 Wi-Fi | Google          | Chromebook Pixel                                                | Intel Core i5 3427U dual-core 1,8 GHz                 | 5               | 4 GB         | 32 Гигабайт SSD    | 12,85 ″ (32,6 см)         | 1,5     | 1249     | [ 26 ] [ 27 ] [ 28 ] |
| апрель 2013 LTE    | Google          | Chromebook Pixel                                                | Intel Core i5 3427U dual-core 1,8 GHz                 | 5               | 4 GB         | 64 Гигабайт SSD    | 12,85 ″ (32,6 см)         | 1,5     | 1499     | [ 26 ] [ 27 ] [ 28 ] |
| ноябрь 2013        | HP              | Chromebook 14                                                   | Haswell dual-core Intel Celeron 2955U 1.4 GHz         | 9,5             | 2 GB         | 16 Гигабайт SSD    | 14 ″ (35,6 см)            | 1,9     | 299      | [ 29 ] [ 30 ]        |
| ?                  | HP              | Chromebook 14 с 4G                                              | Haswell dual-core Intel Celeron 2955U 1.4 GHz         | 9,5             | 2 GB         | 16 Гигабайт SSD    | 14 ″ (35,6 см)            | 1,9     | 349      | [ 31 ]               |
| ноябрь 2013        | Acer            | C7 C720 Chromebook. есть вариант с сенсорным экраном            | Haswell dual-core Intel Celeron 2955U 1.4 GHz         | 8,5             | 2;4 GB       | 16;32 Гигабайт SSD | 11,6 ″ (29,5 см)          | 1,3     | 299      | [ 33 ] [ 34 ]        |
| ноябрь 2013        | HP              | Chromebook 11                                                   | Exynos 5250 1,7 GHz                                   | 6,5             | 2 GB         | 16 Гигабайт SSD    | 11,6 ″ (29,5 см)          | 1,08    | 279      | [ 35 ] [ 36 ] [ 37 ] |
| март 2015          | Google          | Chromebook Pixel (2015)                                         | Core i5-5200U 2,2 GHz; Core i7-5500U 2,4 GHz          | 9;12            | 8;16 GB DDR3 | 32;64 Гигабайт SSD | 13 ″ (33,0 см)            | 1,5     | 999;1299 | [ 38 ] [ 39 ] [ 40 ] |
| Июль 2016          | Asus            | Chromebook Flip C100PA                                          | Rockchip Quad-Core RK3288C Processor                  | 9               | 2;4 LPDDR3   | 16 Гигабайт SSD    | 10,1 ″ (25,7 см)          | 0,89    | 240;280  | [ 41 ]               |
| Февраль 2017       | Samsung         | Chromebook Plus                                                 | OP1, Hexa-core (Dual ARM Cortex-A72, Quad Cortex-A53) | 9               | 4 DDR3       | 32 Гигабайт SSD    | 12,3 ″ (31,2 см)          | 1,08    | 449,99   | [ 42 ]               |
| Май 2017           | Samsung         | Chromebook Pro                                                  | Intel® Core™ m3 Processor 0,9 GHz (2,2 Ghz Speed)     | 9               | 4 DDR3       | 32 Гигабайт SSD    | 12,3 ″ (31,2 см)          | 1,08    | 549,99   | [ 43 ]               |